# Grupul de Acțiune Banat
Grupul de Acțiune Banat (în germană Aktionsgruppe Banat) a fost gruparea tinerilor autori de limbă germană din Timișoara care a existat între anii 1972 și 1975. Denumirea oficială sub care a funcționat era Cenaclul Universitar al Casei de Cultură a Studenților din Timișoara.

## Apariția grupului
„Aktionsgruppe Banat [1972-1975] provine dintr-un cenaclu literar al liceului din Sânnicolau Mare înființat de către profesoara Dorothea Götz.
Cei nouă membrii fondatori Albert Bohn, Rolf Bossert, Werner Kremm, Johann Lippet, Gerhard Ortinau, Anton Sterbling, William Totok, Richard Wagner, Ernest Wichner „[...] erau legați dela bun început din mai multe puncte de vedere, provenind din acelaș mediu social: s-au născut ca fii de țărani colectiviști între anii 1951-1955 în mediul rural, aparținând minorității germane din Banat. […]. Au terminat studiul de germanistică la Universitatea din Timișoara.
Drept dată a înființării grupului este considerată ziua de 2 aprilie 1972, când în suplimentul pentru studenți Universitas al ziarului Neue Banater Zeitung, sub titlul Am Anfang war das Gespräch (La început a fost discuția), au fost publicate opiniile rezultate la o masă rotundă pe tema situației tinerei generații, cu ilustrarea ei ideologică și social-politică în literatură.
Cu această ocazie, Horst Weber, redactor al săptămânalului sibian Die Woche, într-un articol intitulat  Aktionsgruppe (Grupul de acțiune), apărut la 14 mai 1972, își afirma speranța creării unui „grup de acțiune al tinerilor scriitori”. Membrii grupului au asimilat acest nume, cu care s-au autodenumit din acest moment: Aktionsgruppe Banat.
Din acest grup au făcut parte:
- Albert Bohn
- Rolf Bossert
- Werner Kremm
- Johann Lippet
- Gerhard Ortinau
- Anton Sterbling
- William Totok
- Richard Wagner
- Ernest Wichner

Membrii grupului se formaseră ca scriitori încă de pe când erau în ultimul an de liceu. Ajunși la facultate, lucrările lor au început să fie publicate în revista Neue Literatur din București, unde Gerhardt Csejka era redactor-principal. Acesta venea din când în când la Timișoara, discuta textele cu ei, le spunea ce e de publicat și ce nu, ce credea că nu va trece de cenzură.
In textul citat mai sus, Sterbling descrie cadrul oficial în care activează acest cenaclu literar tânar: „[...] produsele noastre literare care pentru noi deveneau tot mai importante apăreau mai întâi în pagina elevilor a ziarului timișorean Neue Banater Zeitung, iar pe urmă și în alte ziare si reviste […], în suplimentul studențesc ‘Universitas’” […] Serile literare aveau loc de obicei la Casa de cultură a studenților a Universității Timișoara.
Membrii grupului publicaseră sau prezentaseră în public poezii și eseuri cu un conținut în care se refereau la regimul existent în România, denunțându-i atât forma cât și fondul. Prin starea lor de spirit protestatară, în operele lor criticau acolo populismul, propaganda care denatura realitățile României, nehotărârea populației în fața unui sistem politic ce arăta o indiferență totală față de om.
William Totok declara într-un interviu, în august 2002, că Aktionsgruppe Banat s-a constituit în anul 1972 ca o grupare a unor tineri autori care, în mod programatic, încercau să creeze o literatură neconvențională, angajată în sensul adevărat al cuvântului, axată pe o perspectivă declarat social-critică, opusă unui estetism elitarist, apolitic și distanțat față de realitatea imediată. Ideologia grupului era tributară scrierilor stângii nedogmatice occidentale, iar textele literare urmau o linie comună, oarecum unitară, inspirată atât din laconismul dialectic al lui Bertolt Brecht, cât și din experimentele avangardiste ale "Grupului Vienez" sau a poeziei muzicii rock. Atitudinea politică a grupului nu a fost una principial anti-comunistă, ci doar critică față de socialismul real-existent..

## Reprimarea de către Securitate
În România socialistă acest cenaclu a tinerilor studenți a fost bine văzut la început, ceea ce s-a schimbat însă după numai trei ani.
Acțiunile represive contra Grupului de Acțiune Banat au fost inițiate ca urmare a unei sesizări care informa că ... cîțiva tineri români de naționalitate germană dintr-un oraș transilvănean, cu preocupări literare, s-au izolat de cenaclul literar din localitate, înființînd pe cont propriu un cerc de lectură, fără aprobarea organelor competente. ... Există indicii că printre lucrările prezentate se găseau și poezii și proză cu caracter ostil, denigrator la adresa realităților din România socialistă. Acțiunile erau coordonate de la centru de căpitanul de Securitate Constantin Chișu de la Direcția I - Informații Interne. 
Într-o "Notă informativă" trimisă securității în 10.10.1974 Sursa: "SANDU" se regăsește următoarea caracterizare:
În general se poate aprecia că acești tineri din „Aktionsgruppe Banat", sînt inteligenți, au citit mult, sînt la curent cu literatura de astăzi în limba română, cu cea din R.D.G., R.F.G., Austria. În vocațiile lor cu precădere lirică, au și proză scurtă – autorii sînt tributari ai unor curente de înnoire pe tărîm literar, curente care s-au răsfrînt într-o formă sau alta mai în toate țările. Ceea ce li se poate reproșa din punct de vedere literar este un oarecare avantgardism împerecheat cu ermetism, ceea ce a dus la o serie de rezerve față de acest grup, mai ales din partea generației mai vîrstnice de scriitori de limbă germană din Timișoara. – Din punct de vedere literar grupul și-a propus să depășească așa-zisul provincialism din literatura germană din România, căutând un contact mai direct cu literatura modernă. ... Din punct de vedere politic membrii grupului sînt foarte interesați de evenimentele politice interne și externe (De ex. în toamna anului trecut au organizat o șezătoare literară la Casa de cultură a studenților pe tema solidarității cu poporul chilian). De asemenea se ocupă cu probleme ale populației germane din țara noastră, cum își găsesc reflectarea în literatura de limbă germană.-
În toamna lui 1975, Wagner, Totok și Ortinau, împreună cu susținătorul lor cel mai activ, criticul Gerhardt Csejka, sunt arestati și interogați cu privire la programul și la presupusele intenții „conspiraționiste“ ale grupului. La scurt timp, Totok a fost reținut din nou și închis aproape nouă luni de zile. La ieșirea sa din închisoare, la sfârșitul lunii iunie 1976, grupul nu mai exista ca atare. 
Iată ce relatează Gerhardt Csejka cu privire la acțiunea securității:
În octombrie 1975, la o întâlnire a grupului de la Timișoara, Totok i-a invitat pe toți la casa sa părintească din Comloșu Mare. În timp ce grupul se deplasa spre Comloșu Mare, pe la zece seara, înainte de a intra în Jimbolia, o patrulă de grăniceri i-a oprit și i-a legitimat. Au fost lăsați să plece, dar după ce au trecut de Jimbolia au fost opriți din nou, inclusiv cu un foc de trasor în aer. Au fost cu toții dați jos din mașini și urcați într-o dubă, cu care au fost duși la pichetul din Jimbolia, unde au fost ținuți toată noaptea cu fața spre perete, fără a avea voie să vorbească. Dimineața au fost interogați la Jimbolia și au fost întrebați de ce au vrut să treacă granița. De aici au fost duși la Timișoara, la sediul Securității.
Au fost percheziționați la pielea goală, li s-au luat curerelele și șireturile. Au fost despărțiți, câte doi într-o celulă. Au fost duși la Procuratură, unde au fost ținuți o săptămână, fiind interogați în fiecare zi. Tema interogatoriilor se schimba. De la tentativa de trecere ilegală a frontierei s-a mers la interogatorii despre literatură, despre textele publicate. La interogatorii, Csejka le-a spus că ei au înțeles greșit mesajele și că, de fapt, membrii grupului erau neo-marxiști, ceea ce era adevărat.
După o săptămână, li s-a dat drumul, dar au continuat presiunile asupra lor, inclusiv ascultarea telefoanelor. „[...] Și interdicția de publicare după scurt timp a fost anulată, carnetele de partid ce au fost confiscate i-au fost restituite.”
Ca urmare, organele locale l-au constrâns pe Nikolaus Berwanger (pe atunci Președintele Consiliului județean Timișoara al minorității germane, Vicepreședintele Consiliului oamenilor muncii de naționalitate germană în România, membru al biroului de partid județean Timiș și cu alte funcții) ca membrii grupului să treacă la cenaclul literar Adam-Müller-Guttenbrunn (Timișoara) desființând astfel în anul 1975 cenaclul Aktionsgruppe. Doar patru din cei nouă membrii fondatori mai sunt astăzi activi ca scriitori. Unii dintre ei ca și autorii tineri nemembrii ai cenaclului Aktionsgruppe Helmuth Frauendorfer, Roland Kirsch, Herta Müller, Horst Samson und Werner Söllner au trecut la cenaclul „Adam-Müller-Guttenbrunn“, (fost cenaclul literar „Nikolaus Lenau“), care a funcționat în Timișoara între 1968 și 1989. Alții s-au retras complet din activități literare. Între menbrii fondatori ai cenaclului Adam-Müller-Guttenbrunn s-au numărat, Nikolaus Berwanger, Franz Liebhard, Ludwig Schwarz, Hans Kehrer și Eduard Schneider.
După ce în toamnă 1984 Nikolaus Berwanger care ani de zile și-a ținut „mâna protectoare» (germ. schützende Hand asupra grupului timișorean nu s-a mai întors dintr-o călătorie în R.F.G., situația autorilor a devenit din ce în ce mai neplăcuta. Ca urmare, în afară de Werner Kremm, cei rămași în țară au depus actele pentru plecare defintivă în R.F.G., cu consecințele aplicate atunci tuturori cetățeni români cu cereri de emigrare: pierderea locului de muncă, pierderea dreptului de publicare în țară. Ei au emigrat între 1985-1987 în R.F.G.
Rând pe rând, membrii grupului au părăsit România, din cauza climatului de presiune și a cenzurii la care erau supuși. Werner Kremm este singurul membru al Grupului care a rămas în România.
Horst Samson a fost percheziționat și urmărit intens de Securitate, datortă manuscrisului cu titlul "Proiect pentru exterminarea intelectuală", în care Totok și-a descris experiența celor 9 luni de detenție.
Poetul român Andrei Bodiu, citindu-și după Revoluția română din 1989 dosarul de Securitate, a aflat cu uimire că a fost urmărit de Securitate pentru simplul fapt că, fiind student la Facultatea de Litere din Timișoara, a stat câteva ore de vorbă cu William Totok.

## Evaluare
Într-un interviu apărut în ziarul "Siebenbürgische Zeitung" (München) Hedi Hauser, redactor șef al Editurii Kriterion (București) precizează: „Faptul că noi am putut publica aceste cărți n-a fost de la sine înțeles. N-a fost ușor să balansezi între ceea ce a fost strict înterzis și ceea ce a fost permis [...] Autorii de limba germană din România au avut mai multe libertăți să-și exprime și să-și publice părerea decât colegii lor români. Conducerea statului le-a lăsat – în anumite măsuri – mână liberă, deoarece și-a dat seama că acești autori [de limbă germană] n-au nici o influență asupra poporului [român], iar în vest astfel se lasă o impresie bună.” La întrebarea dacă a avut contact cu Securitatea Hedi Hauser a răspuns: „Securitatea la București a făcut parte din viața culturală – și nu numai acolo – a făcut parte de viața de fiecare zi și mai ales în viața persoanelor cu funcții de conducere.”
Prin antologia „Nachruf auf die rumäniendeutsche Literatur“ / “Necrolog pentru literatura în limba germană din România”, editată și publicată de Wilhelm Solms  a fost lansată de către membrii Aktionsgruppe Banat teza despre ¨decesul¨ literaturii în limba germană din România ca urmare a emigrării tinerilor autori timișoreni în RFG. Cunoscutul poet Wolf von Aichelburg s-a revoltat replicând astfel: «[…] este o aroganță stupidă și o minciună propagandistică din partea grupului Wagner-Müller-Totok, exagerând rolul lor ca groparul acestei literaturi, fiind susținuți de către un docent neamț [din RFG] neinformat, cum este domnul Solms din Marburg.
Horst Schuller Anger, istoric literar si jurnalist din Brașov, respinge afirmația că membrii cenaclului Aktionsgruppe Banat ar fi fost “disidenți” și că ei s-ar fi aflat în “opoziție” sau în “rezistență”. O asemenea comparație cu grupurile de rezistență din fostele țări socialiste este derutantă. Mai degrabă se poate spune că a fost vorba de un oarecare “refuz” a tinerilor autori. 

Werner Kremm este de părere că “în timpul dictaturii ceaușiste nu s-au produs manuscrise critice la adresa regimului pentru ‚perioada de după’. După căderea regimului se tot spunea, că acum, în sfârșit, după ce a năvălit libertatea asupra noastră, o să se publice literatura din sertare. Nimic nu s-a întâmplat. Această literatură din sertare nu există.”
Olivia Spiridon sublinează eforturile tinerilor autori timișoreni „de a se aranja cu statul român” si că “trei ani după înterzicerea cenaclului până în anii optzeci ei s-au instalat în statul român.“ Afară de William Totok, exclus chiar și din Uniunea Tinerutului Comunist (UTC), în anul 1971, de Sterbling și Wichner (emigrați în 1975)  cei rămași în țară au fost membri PCR. Ortinau fusese exclus din PCR deja înaintea emigrării, în 1980.
Anton Sterbling se exprimă critic asupra propagării “unui fel de mit al cenaclului Aktionsgruppe Banat, o propagare care nu-mi place pentru că aici se amestecă poezie cu realitate într-un mod straniu și chiar supărător.”
Carl Gibsondescrie grupul astfel: „Grupul de Acțiune Banat fără acțiune“
Dieter Schlesak a scris în anul 1976 despre acest grup: "Acum are și România intelectualii ei de stânga care tulbură liniștea revoluționară și ordinea [...]. O mână de germani din România, sunt aceia care au clătinat de data aceasta statul și anume, în primul rând, cu ajutorul poeziilor și cu ceva proză. Acești oameni periculoși sunt deci, niște scriitori de limbă germană, care au format în 1972 un cenaclu denumit "Grupul de Acțiune Banat [...]".
După 35 de ani, în 2010, însă, în decursul controversei asupra descoperirilor colaborării cu securitatea, Schlesak îi numește pe aceiași autori timișoreni tineri "foști disidenți de lux a lui Ceaușescu - a acelui rege grotesc cu sceptru și tron"
Mircea Dinescu este de părere că acești tineri poeți de limbă germană din Banat n-au fost considerați de către Securitate ca cei care pricinuiau cele mai mari griji statului: „Ei au fost o colonie mică de pelicani, departe, la Timișoara, dar totuși tot timpul sub observare.“

## Film documentar
În 2010, la Berlin a avut loc premiera documentarului "An den Rand geschrieben – Scriitori germani, originari din România, în vizorul Securității”, realizat de Helmuth Frauendorfer și Michael Baum. Filmul abordează subiectul urmăririi de către securitate a scriitorilor germani din Banat și evoluția, în context, a literaturii de limbă germană în vestul României, în anii ’70 și ’80, cu accent pe curajul lor de a se revolta și pe experiențele trăite de fondatorii Grupului de Acțiune Banat sub regimul comunist.